# Andy Le
Andy Le (Orange, California, 15 de octubre de 1991) es un actor, artista marcial y doble de riesgo estadounidense, conocido por dar vida a Death-Dealer en la película Shang-Chi y la leyenda de los Diez Anillos (2021), así como participaciones en proyectos independientes cómo Wu Tang: An American Saga (2019), The Paper Tigers (2020) y Everything Everywhere All at Once (2021).

## Biografía
Le creció en California de origen vietnamita, sus padres fueron refugiados en Estados Unidos durante la Guerra de Vietnam. Durante su niñez sufrió bullying en la escuela, pero al llegar a casa y ver películas de estrellas de las Artes marciales cómo Bruce Lee o Jackie Chan, le brindaron el valor necesario para superarlo. Poco después comenzó a entrenar Kung Fu, aprendiendo la mayor parte de sus habilidades de manera autodidacta. Ha trabajado con las leyendas hongkonesas de las artes marciales, Jackie Chan y Michelle Yeoh.
Andy, junto con su hermano Brian Le fundaron el Martial Club Stunt Team junto al artista marcial Daniel Mah.

## Doble de riesgo
Cómo doble ha trabajado  en proyectos en su mayoría vietnamitas y estadounidenses cómo The Hunt (2013), Unlucky Stars (2015), Luc Van Tien: Tuyet Dinh Kungfu (2017), Thorne (2020), Twisting Tiger (2021), Shang-Chi y la leyenda de los Diez Anillos (2021), Case Closed y Everything Everywhere All at Once (2021), fungiendo en ocasiones cómo coreógrafo de escenas de acción.

## Filmografía

### Televisión
| Año  | Título                    | Personaje |
| ---- | ------------------------- | --------- |
| 2019 | Wu-Tang: An American Saga | Fang      |

### Cine
| Año  | Título                                     | Personaje        |
| ---- | ------------------------------------------ | ---------------- |
| 2014 | Miss Earth                                 | Kisma            |
| 2015 | The Challenger                             | Danny            |
| 2016 | Battle for the Green Destiny               | Li Mu Bai        |
| 2017 | Luc Van Tien: Tuyet Dinh Kungfu            | Dusher Bui's men |
| 2017 | Supreme Art of War                         | Stephen          |
| 2020 | The Paper Tigers                           | Fu               |
| 2021 | Shang-Chi y la leyenda de los Diez Anillos | Death-Dealer     |
| 2021 | Everything Everywhere All at Once          | ?                |